# روجيفاي
روجيفاي (بالفرنسية: Rougefay)‏ هي بلدية تقع في إقليم باد كاليه من منطقة نور با دو كاليه في شمال فرنسا. تبلغ مساحة هذه المدينة 3.86 (كم²)، وترتفع عن سطح البحر 110 م، يبلغ عدد سكانها 110 نسمة حسب إحصاء المعهد الوطني للإحصاء والدراسات الاقتصادية سنة 2009 م. وترأس Olivier Huchette البلدية خلال فترة (2008-2014).